# مات هيغينز
مات هيغينز هو لاعب هوكي الجليد كندي، ولد في 29 أكتوبر 1977 في كالغاري في كندا.

## وصلات خارجية
- مات هيغينز على موقع دوري الهوكي الوطني (الإنجليزية)
- مات هيغينز على موقع EliteProspects.com (الإنجليزية)
- مات هيغينز على موقع Eurohockey.com (الإنجليزية)
- مات هيغينز على موقع HockeyDB.com (الإنجليزية)
- مات هيغينز على موقع Hockey-Reference.com (الإنجليزية)